# Elitserien i handboll för damer 2014/2015
Elitserien i handboll för damer 2014/2015 var den 44:e säsongen av Sveriges högsta division i handboll för damer. Svenska mästarinnor blev IK Sävehof, som finalslog Skuru IK med 33-30 i Scandinavium i Göteborg den 24 maj 2015.
Grundserien inleddes i september 2014 och avslutades i mars 2015, följd av ett slutspelet där SM-medaljerna delades ut.
Nykomlingar för säsongen var Tyresö Handboll, som tog den första platsen i Allsvenskan 2013/2014.

## Deltagande lag
Från Elitserien 2013/2014 (8 lag)
- H65 Höör
- Team Eslövs IK
- Lugi HF
- Skuru IK
- Skövde HF
- Spårvägens HF
- IK Sävehof
- Önnereds HK

Från Elitserie-kval (3 lag)
- BK Heid (kvar i Elitserien)
- Skånela IF (kvar i Elitserien)
- VästeråsIrsta HF (kvar i Elitserien)

Från Allsvenskan 2013/2014 (1 lag)
- Tyresö Handboll (upp från Allsvenskan)

## Tabell
Lag 1-8 går vidare till slutspel, lag 9-11 går till Elitseriekval mot lag 2-4 i Allsvenskan. Lag 12 åker ur.
| Nr | Lag              | S  | V  | O | F  | GM  | IM  | MS   | P  |
| -- | ---------------- | -- | -- | - | -- | --- | --- | ---- | -- |
| 1  | IK Sävehof       | 22 | 22 | 0 | 0  | 673 | 452 | +221 | 44 |
| 2  | H65 Höör         | 22 | 17 | 0 | 5  | 646 | 528 | +118 | 34 |
| 3  | Skuru IK         | 22 | 15 | 2 | 5  | 625 | 538 | +87  | 32 |
| 4  | Lugi HF          | 22 | 15 | 1 | 6  | 557 | 481 | +76  | 31 |
| 5  | Skövde HF        | 22 | 12 | 0 | 10 | 577 | 535 | +42  | 24 |
| 6  | VästeråsIrsta HF | 22 | 11 | 1 | 10 | 510 | 515 | −5   | 23 |
| 7  | BK Heid          | 22 | 9  | 2 | 11 | 510 | 539 | −29  | 20 |
| 8  | Team Eslövs IK   | 22 | 8  | 0 | 14 | 477 | 550 | −73  | 16 |
| 9  | Spårvägens HF    | 22 | 7  | 1 | 14 | 536 | 599 | −63  | 15 |
| 10 | Önnereds HK      | 22 | 5  | 3 | 14 | 549 | 580 | −31  | 13 |
| 11 | Skånela IF       | 22 | 4  | 1 | 17 | 530 | 646 | −116 | 9  |
| 12 | Tyresö Handboll  | 22 | 1  | 1 | 20 | 436 | 663 | −227 | 3  |

## SM-slutspelet

### Kvartsfinaler
- Team Eslöv - IK Sävehof  0-3 i matcher
  - Eslöv - Sävehof 20 - 21
  - Sävehof - Eslöv 35 - 16
  - Sävehof - Eslöv 33 - 11

- VästeråsIrsta - H65 Höör  3 - 1 i matcher
  - VästeråsIrsta - H65 25 - 24
  - H65 - VästeråsIrsta  22 - 18
  - H65 - VästeråsIrsta 24 - 27
  - VästeråsIrsta - H65  22 - 20

- BK Heid - Skuru IF 2 - 3 i matcher
  - Heid - Skuru 30 - 22
  - Skuru - Heid 28 - 19
  - Skuru - Heid 27 - 22
  - Heid - Skuru 31 - 28
  - Skuru - Heid  28 - 16

- Skövde HF - Lugi HF  3 - 2 i matcher
  - Skövde - Lugi 21 - 23
  - Lugi - Skövde 18 - 21
  - Lugi - Skövde 20 - 19
  - Skövde - Lugi 26 - 17
  - Lugi - Skövde  18 - 20

### Semifinaler
- Skövde HF - IK Sävehof  2 - 3 i matcher
  - Skövde - Sävehof 26 - 25
  - Sävehof - Skövde 20 - 23
  - Sävehof - Skövde 34 - 19
  - Skövde - Sävehof 24 - 32
  - Sävehof - Skövde 28 - 24

- VästeråsIrsta - Skuru IK 0 - 3 i matcher
  - VästeråsIrsta - Skuru 21 - 24
  - Skuru - VästeråsIrsta  22 - 19
  - Skuru - VästeråsIrsta 32 - 20

### Final, 25 maj 2015 i Scandinavium
- IK Sävehof - Skuru IK 33 - 30 (19 - 14)[2]

Mästare, IK Sävehof
- Johanna Bundsen
- Tilda Olsson
- Sofia Tegstedt
- Loui Sand
- Joanna Lindvall Haggren
- Ida Odén
- Johanna Forsberg
- Elin Enhörning
- Julia Eriksson
- Jenny Wikensten
- Edijana Dafe
- Filippa Idéhn
- Elin Karlsson
- Linnea Pettersson
- Jenny Alm

## Statistik
|    | Namn                | Klubb         | Position | Antal matcher | Mål | Tekniska fel | Assist | Utvisningar | MEP   |
| -- | ------------------- | ------------- | -------- | ------------- | --- | ------------ | ------ | ----------- | ----- |
| 1  | Ulrika Olsson       | Spårvägens HF | V9       | 22            | 145 | 93           | 79     | 10          | 53,69 |
| 2  | Jasmina Djapanovic  | H65 Höör      | H9       | 22            | 134 | 43           | 42     | 3           | 58,14 |
| 3  | Emelie Westberg     | Lugi HF       | 9        | 22            | 121 | 61           | 61     | 3           | 57,56 |
| 3  | Lina Hawia Svensson | Skuru IK      | V6       | 22            | 121 | 18           | 3      | 5           | 56,71 |
| 5  | Caroline Levander   | Önnereds HK   | H9       | 20            | 117 | 48           | 52     | 3           | 60,06 |
| 6  | Julia Bardis        | Eslövs IK     | H6       | 22            | 108 | 69           | 38     | 7           | 39,73 |
| 7  | Ida Odén            | IK Sävehof    | M9       | 19            | 107 | 43           | 37     | 2           | 51,69 |
| 8  | Jenny Alm           | IK Sävehof    | V9       | 21            | 106 | 37           | 69     | 6           | 68,75 |
| 8  | Lina Hillgren       | Hellton IF    | V6       | 22            | 106 | 23           | 3      | 1           | 48,73 |
| 10 | Emma Ekenman Fernis | Spårvägen HF  | H6       | 22            | 105 | 47           | 28     | 13          | 44,25 |

Källor: 

## All star team
- Målvakt: Johanna Bundsen, IK Sävehof
- Vänstersexa: Lina Hawia Svensson, Skuru IK
- Mittsexa: Clara Monti Danielsson, Lugi HF
- Högersexa: Michaela Ek, Skövde HF
- Vänsternia: Jenny Alm, IK Sävehof
- Mittnia: Carin Strömberg, Skuru IK
- Högernia: Caroline Levander, Önnereds IK

Källa: